# Kovlar (ort i Azerbajdzjan)
Kovlar (ryska: Ковлар) är en ort i Azerbajdzjan.   Den ligger i distriktet Sabirabad Rayonu, i den östra delen av landet, 120 km väster om huvudstaden Baku. Antalet invånare är 1 666.
Terrängen runt Kovlar är mycket platt. Närmaste större samhälle är Sabirabad, 13,3 km sydväst om Kovlar.
Trakten runt Kovlar består till största delen av jordbruksmark. Runt Kovlar är det ganska tätbefolkat, med 80 invånare per kvadratkilometer.